# Speologie

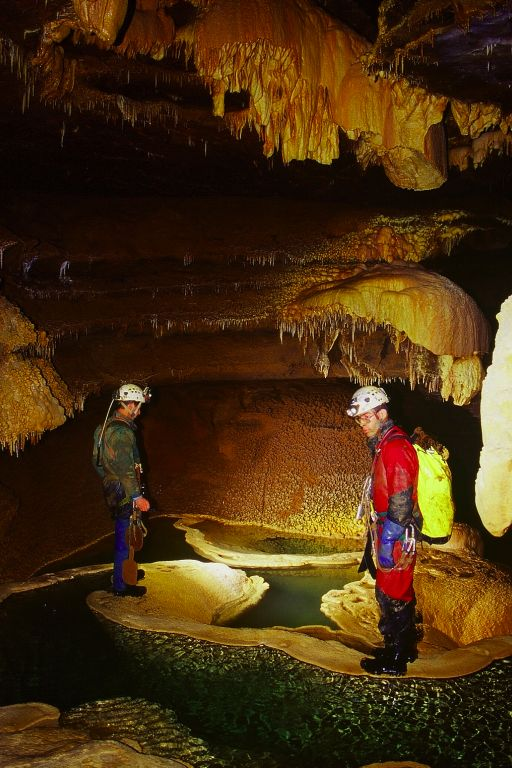
Speologi într-o peșteră

Speologia (sau/și speleologie) (din greacă σπηλαιοv, spelaion adică peșteră și λόγος, logos adică știință) este activitatea de a identifica, explora, studia, cartografia și vizita locații subterane (peșteri, caverne). Cel care practică speologia se numește speolog (și/sau speleolog).
Cercetarea unei peșteri are ca scop general înțelegerea formării și evoluției ei, iar cunoașterea cât mai multor peșteri dintr-un sistem carstic duce la mai buna înțelegere de ansamblu.
Încă de la începuturi, ea a fost practicată atât de către specialiști cât și de către amatori. În unele țări speologia este instituționalizată și aici putem vorbi despre profesia de speolog. În Clasificarea ocupațiilor din România - COR 2018 - sunt incluse următoarele 6 ocupații, cu codul aferent, ce au legătură cu speologia:
- Ghid turism speologic (511308);
- Instructor speologie (342307);
- Însoțitor speolog (511318);
- Salvator din mediul subteran speologic (541908);
- Salvator din mediul subacvatic speologic (541909);
- Speolog utilitar (711926).

Biologi, geologi și diferiți alți cercetători se ocupă de aspecte specifice, iar nespecialiștii de explorare la modul general.
Această simbioză dedicată cunoașterii peșterilor a făcut ca termenul de speolog să fie atribuit ambelor categorii.
În țările anglofone se preferă folosirea unor termeni distincți.
În România, în trecut, se foloseau termenii de speolog și speolog amator.
Fiind o activitate solicitantă fizic și financiar, se practică mai intens în țările cu nivel de trai ridicat. Această diferențiere în distribuția speologilor se manifestă și în interiorul țărilor cu decalaj al nivelului de trai între urban și rural. Spre exemplu, în România, deși zonele carstice se suprapun zonelor rurale montane, peșterile sunt vizitate și studiate aproape exclusiv de către orășeni.
Suprafața uscatului este acoperită în procent de 20 la sută de roci carstificabile.
Peșterile se pot forma și în alte tipuri de roci, dar cele în calcar sunt cele mai mari și numeroase.
Din distribuția rocilor cu potențial speleal, apare un tablou al explorărilor posibile.
În occident marile peșteri și sisteme de peșteri au fost descoperite și în cea mai mare măsură explorate, dar în tările mai puțin dezvoltate descoperirile și explorările sunt la început.

## Începuturile
Înainte de a doua jumătate a secolului al XIX-lea sunt studiate unele peșteri sporadic și conjunctural, cum ar fi din interes militar.
Întemeierea ca și știință are loc în a doua jumătate a secolului XIX, de către fr Édouard-Alfred Martel de profesie avocat. Pînă atunci valoarea științifică a peșterilor era recunoscută doar prin contribuția la alte științe statornicite, cum ar fi geologia. Tot el a întemeiat și prima organizație dedicată studiului peșterilor - Société de Spéléologie. În perioada interbelică cele două mari figuri ale speologiei au fost fr Norbert Casteret și Robert de Joly, primul fiind amator, al doilea profesionist. De la ei, și bineînțeles mulți alții, a preluat ștafeta mișcarea speologică, care după a doua jumătate a secolului al XX-lea a cunoscut o creștere vertiginoasă.
Emil Racoviță face cercetări tot mai specializate astfel în 1907 pune bazele biospeologiei. Instituționalizarea speologiei se face pentru prima oară, tot de către Racoviță, la Cluj în 1920 prin înființarea Institutului de Speologie.

## Domenii implicate
Fiind o disciplină de sinteză ea implică mai multe științe, unele mai generale altele mai specializate. Spe exemplu arheologia și antropologia găsesc în peșteră situri ideale de cercetare, hidrologia explică circulația apei în carst, etc.

### Biospeologia

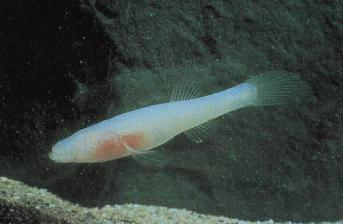
Amblyopsis rosae

Cum îi spune și numele se ocupă cu studiul viețuitoarelor din peșteri. Acestea se pot împărți în trei categorii după relația lor cu peștera. Cele care ajung accidental în peșteri se numesc trogloxene. Aici intră animalele căzute, aduse de viituri, sau care intră pe o perioadă scurtă cum ar fi rozătoare, șopârle. Acestea se găsesc în zona de intrare. Cele care își petrec o bună parte din viață în peșteri sau care și-o pot petrece în totalitate atât la suprafață cât și în subteran se numesc troglofile.
Aici intră liliecii care se adăpostesc pe timpul zilei de prădători, animalele care hibernează în peșteri, salamandre și altele.
A treia categorie, cea care a determinat apariția biospeologiei, este cea a viețuitoarelor specifice peșterilor.
Ele se numesc troglobionte.
Comparația cu rudele de la suprafață ne arată că ele s-au acomodat în acestă nișă de mediu subteran și cu timpul s-au adaptat (speciat).
Lanțul trofic poate fi susținut din afară, spre exemplu prin guano via lilieci, sau poate fi complet autonom pornind de la chemobacterii.
Aceste bacterii suscită un interes deosebit deoarece nu își capătă energia prin fotosinteză ci prin descompunerea rocilor sau din elemente precum sulful.
Condițiile mediului subteran, întuneric, umezeală mare, temperatură aproape constantă, hrană puțină, au determinat unele caracteristici ce se întâlnesc la aproape toate speciile troglobionte.
Metabolism și consum de oxigen scăzut, depigmentarea pielii, regresia aparatului vizual, amplificarea altor organe de simț prin antene și picioare foarte lungi, durată de viață mai mare, stadiu nimfal și embrionar mai mare.
Pentru unele viețuitoare mediul constant al peșterilor constituie un capăt de evoluție, rudele lor de la suprafață fiind extincte. „Peșterile sunt adevărate insule care au evoluat fără multe influențe și amestecuri străine.
Așa se face că la noi în țară, din cele 200 de specii și rase troglobionte 97% nu există decît in România, 66% au fost găsite doar într-o singură peșteră, 21% în două, 6% în trei, 7% în mai mult de patru peșteri.”

### Geologie
Unui geolog peștera îi permite să facă observații directe ca și la suprafață, dar la adîncime ca și prin intermediul forajelor.
Aspectul în plan orizontal și vertical al galeriilor dau indicați geomorfologice.
Prin studiul stalactitelor se pot face reconstituiri ale climei din trecut.
Se pot găsi unele minerale specicifice unei singure peșteri.
Acestea sunt doar cîteva dintre aplicațiile geologiei și științelor conexe ei asupra peșterilor.

### Paleontologie
Fosile din multe specii dispărute se găsesc în peșteri.
Ele se găsesc și fără săpături și conservate bine spre deosebire de cele de la exterior, supuse alterărilor din eroziune și intemperiilor.
În pereții de calcar în care s-a format peștera apar cel mai des expuse fosile de crustacee.
Ele evocă originea și formarea pachetelor de calcare ce se aflau pe fundul mărilor și oceanelor.
În depozitele de umplutură, argile, nisipuri și altele, se găsesc fosile preponderent ale animalelor terestre. Adevărate cimitire se găsesc în peșterile care au suferit o surpare, probabil în urma unui cutremur. Unele avene (peșteri dezvoltate preponderent vertical) au o asemenea conformație a intrării încît au acționat drept capcane pentru numeroase animale. Unele depozite fosiliere formate în acest fel au fost așa bogate încît s-au exploatat pentru fosfor.

### Topografia și cartografia

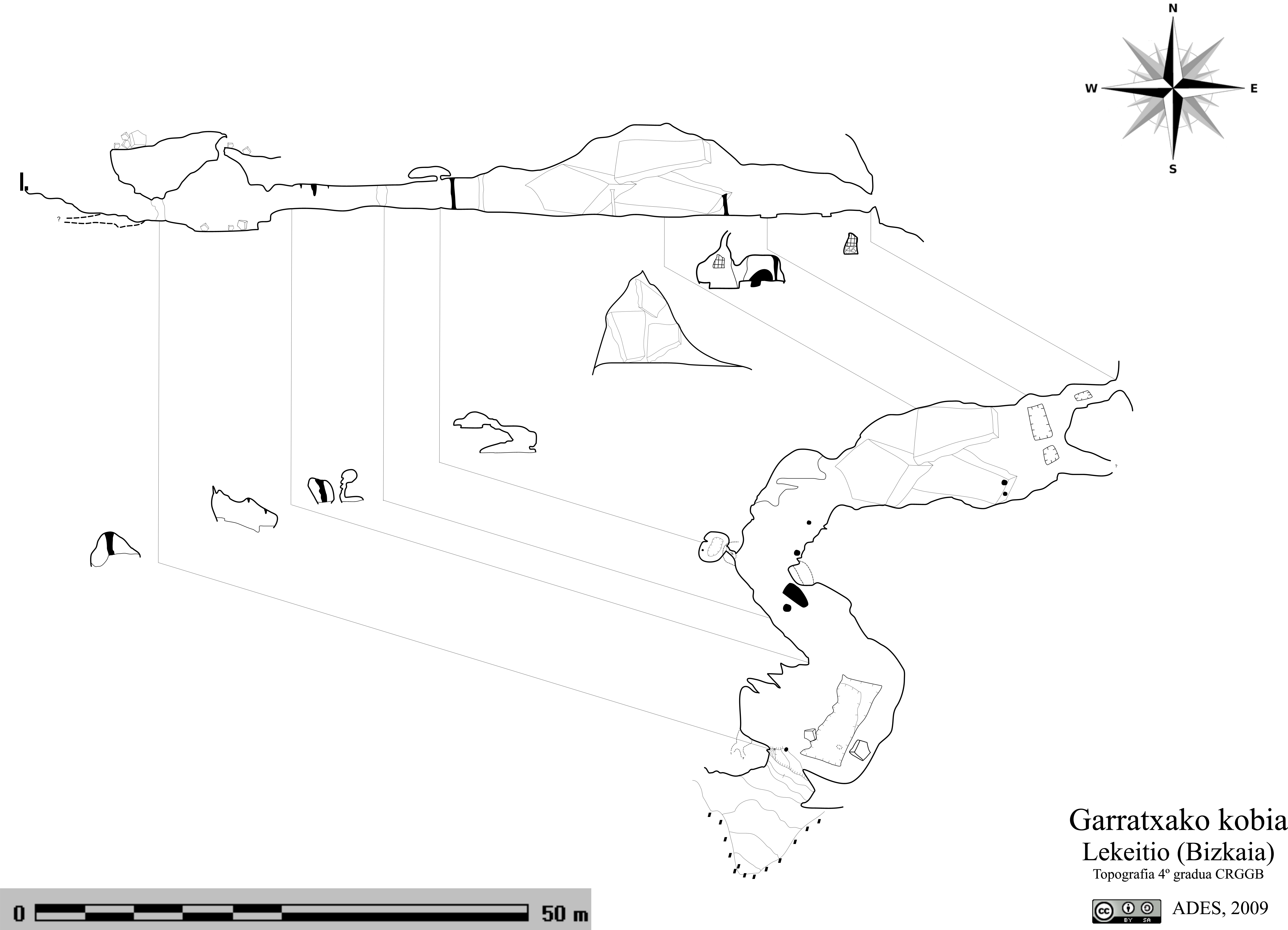
un caz simplu de rezolvare a planului, secțiunilor și profilului

Topografia de peșteră își are începuturile în cea minieră. În timp, urmărind simplificarea procedurilor, devenind mai expeditivă, s-a transformat într-o tehnică de sine stătătoare. Pentru a se ajunge la produsul cartografic final se face apel la speometrie și speografie. Există mai multe variațiuni ale tehnicii, în continuare se prezintă ce se folosește în mod curent. Variațiunile sunt determinate de dificulatatea peșterii, timpul disponibil, precizia dorită, instrumentele disponibile, etc.

#### Speometria
Se măsoară galeria pe ax prin luarea orientării cu busola, înclinației cu clinometrul și lungimii cu ruleta sau lasermetrul.
Aceste trei măsurători formează o viză.
Capetele vizei se numesc stații.
Vizele sunt consecutive formînd drumuirea.
Se urmărește ca vizele să fie cît mai puține, deci măsurătorile să fie cît mai puține.
Dacă în peșteră galeriile formează o buclă sau o rețea de bucle, drumuirea pe galeriile respective se închide, astfel putîndu-se afla eroarea de măsurare.
De asemenea eroarea de măsurare - eroarea de neînchidere - se poate afla și prin drumuirea dus-întors. În funcție de gradul de precizie urmărit eroarea de neînchidere poate fi tolerabilă sau nu.
Pe parcursul drumuirii se pot face echerări și radieri pentru stabilirea poziției față de drumuire a caracteristicilor reprezentative din galerii și săli.

#### Speografia
În paralel cu măsurătorile cel mai experimentat și cu cea mai bună vedere în spațiu face schița. Oricît de detaliat s-ar lua măsurătorile la un moment dat tot trebuie ca unele elemente să fie desenate ochiometric. În funcție de timpul disponibil și condițiile de confort schița poate fi făcută la scară, cea ce însemna cartografiere făcută la fața locului,  sau ochiometric, cartografierea urmînd să se facă ulterior pe baza schitelor. Se desenează planul, profilul longitudinal pe axa galerilor și sălilor și secțiuni transversale prin galerii și săli.
Deoarece morfologia peșterilor, de cele mai multe ori, este foarte complicată, e necesar mult tact în abordarea măsurătorilor și schițelor.

#### Cartografierea
În primul rînd măsurătorile trebuie reduse la orizontală (la dimeniunea proiecției lor pe planul orizontal) prin calcule trigonometrice.
Profilul de obicei este desfășurat, sau dacă se consideră că ar fi mai sugestiv se poate face proiectat (pe planul vertical) sau pseudoprofil (proiecție reală pe ordonată, proiecție ”negociată” pe abcisă).
Apoi în funcție de acuratețea urmărită pe hârtie se poate alege desenarea lor în plan prin coordonate polare absolute ori relative, sau coordonate carteziene absolute ori relative.
Ghidat de aceste măsurători se desenează planul, profilul și secțiunile.
Se folosesc semne, grosimi și tipuri de linii convenționale pentru diferitele caracteristici cum ar fi puțurile, scurgerile parietale, speleoteme, etc. Trebuie reprezentat nordul magnetic și anul. Se mai notează alte date cum ar fi gradul de precizie al instrumentelor folosite la drumuire, numele peșterii, al autorilor, etc.
Există și programe de calculator cu ajutorul cărora se poate produce un plan final dar, deocamdată, ușurința în lucru nu se apropie de cea pe hîrtie. Cartografierea realizată cu ajutorul programelor își dovedește eficiența în cazul peșterilor ce se explorează pe o perioadă lungă de timp. Ajustarea rețelei de galerii se poate face automat în urma închiderilor de drumuiri, corectării dimensiunilor unei vize, etc.

## Explorarea
Speologia se practică doar în echipă.
Explorarea sau vizitarea solitară a unor peșteri dificile este contraproductivă, singurul scop fiind testarea capacităților celui care o face.
Experiența se capătă în turele clubului și în stagii de una, două săptămîni, orientate îndeosebi către parcurgerea peșterilor verticale. Spre deosebire de, spe exemplu, escalada sportivă, unde se cultivă spiritul de reușită prin forțe proprii, în speologie e binevenit orice ajutor din partea tehnicii și echipamentelor. Aceasta deoarece speologia are scop științific, latura sportivă fiind doar un instrument în atingerea acestui scop.
Dificultatea parcurgerii peșterilor este dată în cinci grade: „gradul 1 – peșteri amenajate turistic; nu necesită măsuri speciale de securitate; gradul 2 – peșteri orizontale sau în pantă cu strâmtori, târâșuri, ramonaje și/sau traversări, care pot avea cursuri de apă lente și de mică adâncime, dar în care nu există pericolul de cădere în apă sau de inundare la viituri; parcurgerea lor nu necesită echipament special; gradul 3 – peșteri sau avene la care suma verticalelor este de ordinul zecilor de metri; pot fi cavități active, în care nu exista pericolul de cădere în apă sau de inundare totală a galeriilor peșterii la viitura și în care eventualele traversări și/sau săritori pozitive pot fi urcate, în condiții de securitate, fără echipament de escaladă; parcurgerea lor necesită echipament tehnic individual și cunoașterea tehnicilor de speologie alpină (TSA); gradul 4 – peșteri sau avene care au suma verticalelor de ordinul sutelor de metri sau peșteri foarte lungi, pentru a căror parcurgere este nevoie de unul sau mai multe bivuacuri; pot fi și cavități active, în care există riscul de inundare totală a unor porțiuni de galerie, cursul de apă fiind periculos și neputând fi evitat, cunoașterea înotului fiind obligatorie; pentru parcurgerea lor sunt obligatorii echipamentul tehnic individual, echipamentul de escaladă; gradul 5 – peșteri total sau parțial inundate; pentru parcurgerea lor se vor utiliza tehnicile și echipamentul de scufundare.”

### Organismul uman și mediul speleal
Întunericul permanent poate altera ceasul biologic.
În cazul explorărilor pe mai multe zile apare tendința de a sta treaz mai mult și de a dormi mai mult. Totodată întunericul duce la o percepție greșită a spațiului, lumina anemică a exploratorului poate da  senzația de vastitate unor spați ce la exterior ar părea modeste.
Umiditatea pune mari probleme, chiar și în galeriile uscate hainele se umezesc.
Uscarea lor pe corp se face doar cînd se depune efort și se degajă căldură. Umiditatea se combină și cu frigul sporind disconfortul.
Probleme de ordin psihic pot fi liniștea profundă sau sunetul produs de picăturile de apă la interval regulat. Pe de altă parte o cascadă mică poate crea un zgomot infernal, comunicarea fiind întreruptă. În unele peșteri sau sectoare de peșteri se poate acumula dioxid de carbon sau alte gaze inodore, iar pe cînd simptomele se instalează poate fi prea tîrziu pentru o retragere.
Orientarea ridică probleme deosebite, memorarea detaliilor fiind esențială.

### Obstacole
Într-o singură peșteră se pot întâlni mai multe obstacole ce îngreunează sau pot opri înaintarea, de la formațiuni sensibile pe lîngă care trebuie să te strecori atent până la sifoane abordabile doar de către scafandri.
Târâșurile și strâmtorile sunt printre cele mai comune.
Târâșurile se parcurg cu transporterul (sacul cu echipament) în față pentru a evita o eventuală înțepenire a lui și inerent imposibilitatea întoarcerii. În peșterile verticale de obicei se coboară, explorarea fiind astfel ușurată deoarece nu trebuie escaladate puțurile pentru echiparea lor cu corzi.
Apa se poate găsi în cantități mari fie curgătoare, fie stătătoare. Pe multe rîuri subterane există pericol de viitură, pericol uneori sporit de imposibilitatea retragerii din galeria respectivă.
Există mai multe obstacole și pericole, fiecare avînd maniera sa de abordare ce se capătă numai prin experiență.

### Echipament

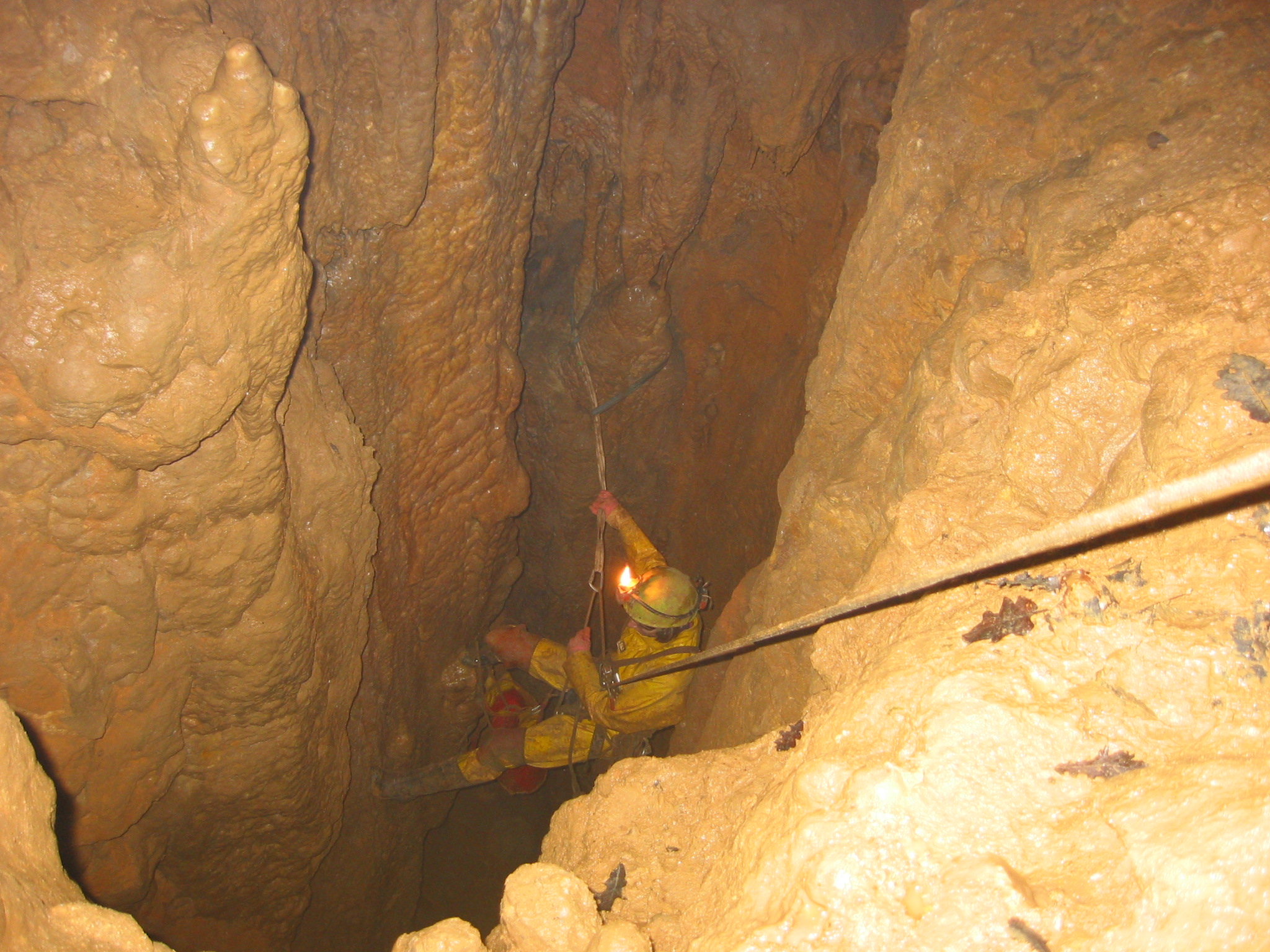
Single Rope Technique

Echipamentul se împarte în două categorii: personal și colectiv.
Această distincție apare mai ales în cazul avenelor, deoarece aici sunt necesare echipări cu corzi pe care le vor parcurge întreaga echipă.

#### Personal
Se compune din haine și încălțăminte și diferite instrumente. Pe corp se îmbracă un combinezon călduros peste care se îmbracă un combinezon dintr-un material rezistent și semiimpermeabil.
Aceste haine sunt necesare a fi dintr-o bucată pentru a scădea șansele de agățare.
Salopeta e un compromis între protecția la apă și nevoia de a elimina transpirația, de accea nu se folosesc șalopete complet impermeabile numai în cazuri bine stabilite.
Cînd situația o cere se poate apela la îmbrăcăminte de neopren. Încălțămintea, de regulă, sunt cizmele de cauciuc. Pe cap se pune cască cu jugulară în Y, cu lumină frontală. Acumulatori de rezervă și o a doua sursă de lumină care se poate pune pe cască sau frunte, sunt necesare. Pentru cazurile de hipotermie sunt necesare o sursă de căldură cum ar fi lumînare sau arzător cu butelie și o fr folie de supraviețuire.
E de preferat ca toți membrii echipei să știe echipa avenele, nu numai să le parcurgă, astfel pe lîngă ham, blocatoare, coborîtor și alte instrumente necesare parcurgerii să aibă și altele necesare echipării. Mai fac parte din echipamentul pesonal transporterul de aprox. 35 litri și bidonul etanș de aprox. 6 litri. Acestea se folosesc în general, dar situațiile diferă de la o zonă climatică la alta sau în funcție de durata turei, dacă este cu sau fără fr bivuac, etc.

#### Colectiv
Cele mai voluminoase și grele sunt corzile. Pentru prinderea lor în pereți sunt necesare mai multe alte instrumente. De la caz la caz pot apărea alte obiecte în echipamentul colectiv cum ar fi barcă pneumatică.

### Măsuri de siguranță
Din punct de vedere al accidentelor, mortale sau nu, speologia nu se regăsește printre activitățile periculoase, cu excepția notabilă a scufundărilor de peșteră. Un centralizator al accidentelor din România realizat de Corpul Român SalvaSpeo ne arată că în 40 de ani (din 1960) au avut loc 14 decese și 50 de răniri. Aceste date trebuie corelate cu numărul turelor din acest răstimp pentru a se decide asupra gradului de periculozitate a speologiei. Deoarece căderile de pietre și lovirile cu capul sunt frecvente casca este obligatorie. Corzile se fixează în două puncte la capurile de puț sau capurile de mînă curentă și în alte situații. Coarda nu se admite a se freca de pereți în special pe muchiile tăioase. Echipamentul de parcurgere verticală atît personal cît și colectiv se verifică și se casează regulat. Acestea sunt doar cîteva din măsurile tehnice. Parcurgerea avenelor (numită tehnica speologiei alpine) constă într-o colecție de metode îmbunătățite în timp și în continuă perfecționare, în scopul ușurării parcurgerii fără a se compromite siguranța. Multe alte aspecte, ce nu țin de echipamente, trebuie urmărite cum ar fi viiturile, anunțarea turei, etc.

## Organizarea
Întîlnim două paliere: cel al speologiei de amatori și a celei profesionale. Această distincție trebuie înțeleasă din punct de vedere al carierei, nu neaparat al competențelor. În unele tări speologia beneficiază de un cadru instituționalizat și în acest caz cercetătorii din acele structuri se pot numii speologi profesioniști. Datorită caracterului de sinteză al speologiei, mimeni nu poate cunoaște totul despre toate, astfel speologii amatori se ocupă de explorare la modul general, cunoscînd din toate cîte puțin. Bineînțeles există și cercetători specializați pe un anumit domeniu și care fac explorare la modul general.
Celula de bază al mișcărilor speologice este Clubul. Cluburile de speologie se regăsesc în orașele din apropierea masivelor calcaroase, în aceste zone organizînd ture în weekenduri. La nivel regional sau național ele se pot organiza în federați sau alte tipuri de organizări.

### Deontologia
Relațiile interspeologi, intercluburi, protecția peșterilor, și alte aspecte sunt scrise în Carta Speo. Aceata există la nivel național (cel puțin în România) și european. Fiind o activitate de echipă, pentru atingerea obiectivelor ce adesea presupun eforturi fizice și de altă natură foarte intense, sunt necesare unitatea și uneori compromisuri individuale.

### Evenimente
Anual se organizează un congres în care se prezintă cele mai importante realizări ale anului speologic trecut. Se organizează evenimente și pe alte teme mai specifice sau evenimente regionale. Acestea sunt mai ample și mai numeroase, sau din contră, în funcție de amploarea mișcării speologice din țara în cauză. Congresul internațional se organizează odată la 4 ani, prin rotație pe cîte un alt continent. În România pînă în anul 2000 cel mai important eveniment se numea SpeoSort, numele său denotînd caracterul competițional ce îl aveau explorările în perioada marilor descoperiri. Actualmente se numește Congresul Național de Speologie, activitățile și sopul lui fiind aceleași ca ale primei ediții a SpeoSport-ului din 1972, susținut fără întrerupere de atunci.